# Altenburgschule
Die Altenburgschule im Stuttgarter Stadtteil Bad Cannstatt wurde 1914 auf den Überresten eines früheren Römerkastells errichtet. Sie steht unter Denkmalschutz. Heute wird die Schule als Gemeinschaftsschule genutzt.

## Geschichte
Der Bau der Altenburgschule begann 1914, initiiert vom damaligen Oberschulrat. Nach intensiver Beratung entschied der Gemeinderat, die Schule „Altenburgschule“ zu nennen, anstatt dem Vorschlag „Schule auf der Steig“ zu folgen.
Während des Ersten Weltkriegs wurde das Schulgebäude zweckentfremdet und als Unterkunft für zurückkehrende Truppen genutzt. Im Zweiten Weltkrieg diente die Schule als Notunterkunft sowie als Verpflegungs- und Notdienststelle.
Nach dem Krieg kehrte die Altenburgschule 1946 zu ihrer ursprünglichen Nutzung zurück. Unter der Leitung von Schulleiter Kölle zählte die Schule damals 40 Klassen und etwa 1800 Schülerinnen und Schüler. Aufgrund der hohen Schülerzahlen wurde die Schule später von der Schulbehörde geteilt.
Seit 2012 fungiert die Altenburgschule als Gemeinschaftsschule.

## Architektur
Die Altenburgschule wurde 1914/15 nach den Entwürfen des Stuttgarter Oberbaurats Albert Pantle errichtet. Das Gebäude ist ein herausragendes Beispiel des süddeutschen Reformstils, erkennbar an seiner markanten Dachlandschaft und der schlichten Putzfassade.
Ursprünglich war die Schule in getrennte  Flügel für Mädchen und Jungen unterteilt und umfasste 34 Klassenzimmer. Im Laufe der Jahre wurde das Gebäude mehrfach saniert und erweitert, wobei stets darauf geachtet wurde, die historische Bausubstanz zu erhalten. Aktuell wird das Stammgebäude umfassend saniert und an die Anforderungen des zeitgemäßen Unterrichts angepasst. Dabei werden prägende Baustrukturen wie der historische Fahnenmast auf dem Schulhof bewahrt und bauzeitliche Materialien wieder freigelegt.

## Erweiterung und Modernisierung
Die Altenburgschule hat sich von einer Grund- und Werkrealschule zu einer Gemeinschaftsschule mit einer vierzügigen Grundschule und einer zweizügigen Sekundarstufe entwickelt. Der Ganztagesbetrieb wurde schrittweise ausgebaut.
Die Schule steht ab  2026 vor einer umfassenden Sanierung und Erweiterung.